# Tagliliengewächse
Tagliliengewächse (Hemerocallidoideae) sind eine Unterfamilie der Familie Affodillgewächse (Asphodelaceae) in der Ordnung der Spargelartigen (Asparagales) innerhalb der Einkeimblättrigen Pflanzen (Monokotyledonen). Die 19 bis 20 Gattungen mit etwa 85 Arten sind fast weltweit verbreitet.

## Beschreibung und Ökologie

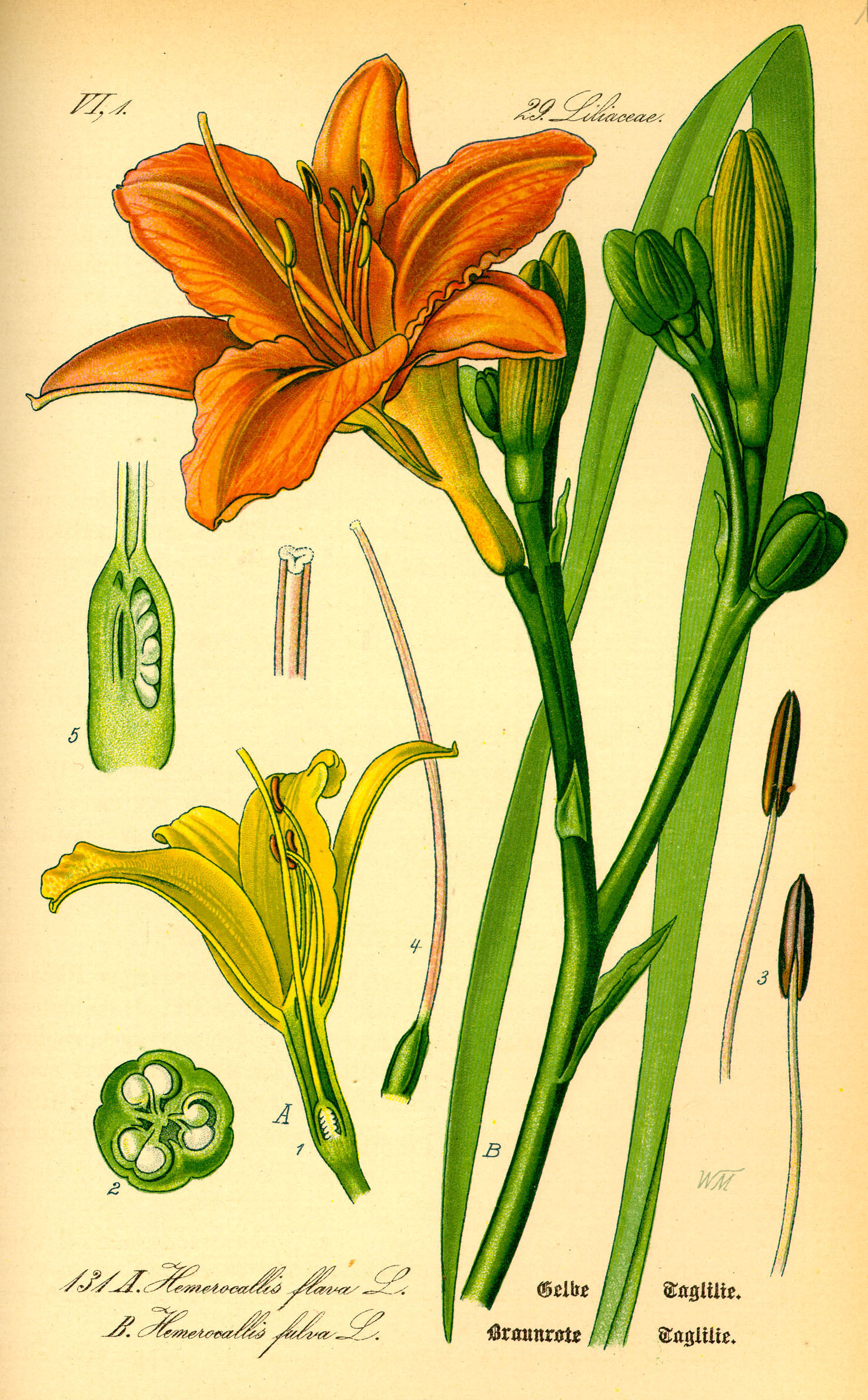
Illustration der Gelbrote Taglilie (Hemerocallis fulva)

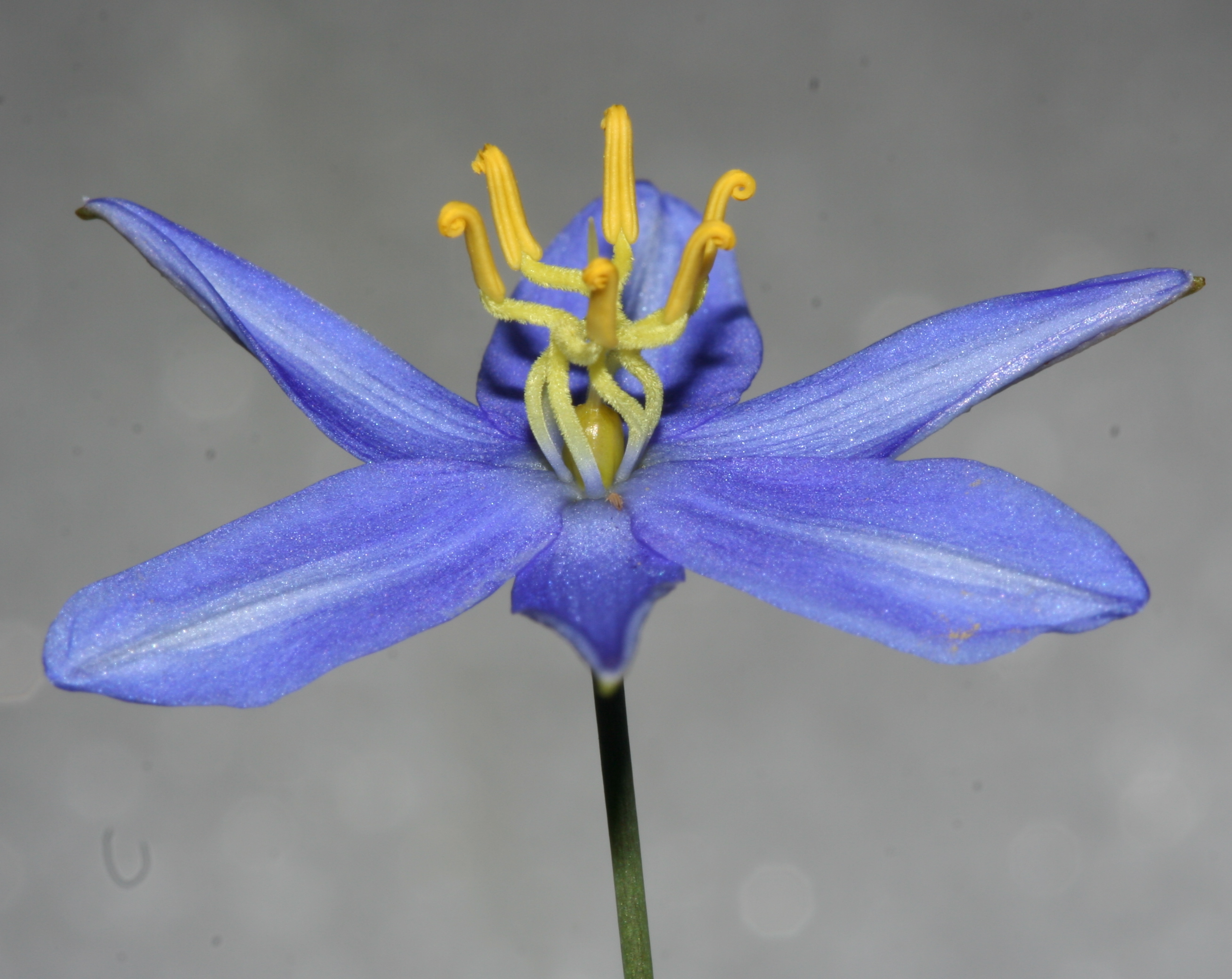
Blüte von Thelionema grande

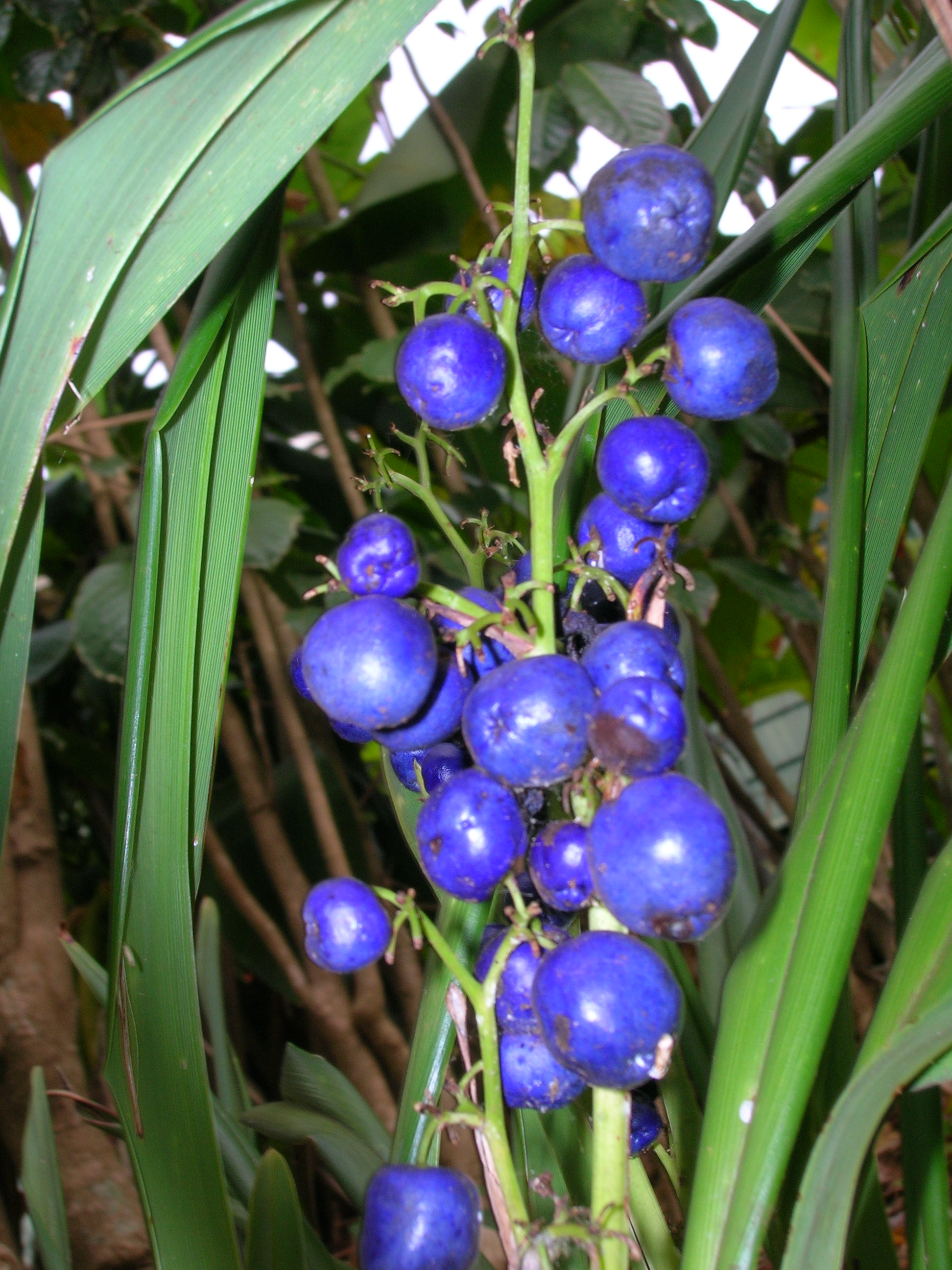
Beeren von Dianella sandwicensis

### Erscheinungsbild und Blätter
Es sind ausdauernde krautige Pflanzen. Als Speicherorgane haben sie Rhizome oder Wurzelknollen (aber keine Zwiebeln).
Die Laubblätter sind wechselständig und meist zweizeilig, in einer grundständigen Rosette angeordnet. Die einfache Blattspreite ist lanzettlich und parallelnervig.

### Blütenstände und Blüten
Die Blüten stehen in unterschiedlich gestalteten Blütenständen zusammen.
Die zwittrigen Blüten sind dreizählig und zygomorph. Die sechs Blütenhüllblätter sind gleichgestaltet (Perigon). Es sind meist zwei Kreise mit je drei Staubblättern vorhanden; beispielsweise bei Agrostocrinum, Arnocrinum, Johnsonia und Stawellia fehlt ein Staubblattkreis. Die drei Fruchtblätter je Blüte sind synkarpen, oberständigen Fruchtknoten verwachsen. Die Bestäubung erfolgt durch Insekten oder Vögel.

### Früchte und Samen
Es werden lokulizide Kapselfrüchte (beispielsweise Hemerocallis) oder Beeren (beispielsweise Dianella) gebildet. Meist sind die Samen schwarz. Oft (aber beispielsweise nicht bei Arnocrinum und Tricoryne) besitzen die Samen einen Arillus. Von den australischen Arten Tricoryne simplex, Hodgsoniola junciformis, Caesia chlorantha, Caesia micrantha, Caesia occidentalis, Caesia setifera, Caesia parviflora, Caesia alpina, Caesia calliantha, Caesia rigidifolia, Corynotheca lateriflora, Corynotheca licrota, Corynotheca unicantha, Corynotheca flexnosissima, Corynotheca pungens, Corynotheca asperata, Hensmania turbinata, Hensmania stoniella, Hensmania chapmanii, Johnsonia teretifolia, Johnsonia pubescens, Johnsonia acaulis, Johnsonia inconspicua, Strawellia gymnocephala, Strawellia dimorphantha ist bekannt, dass sie durch Ameisen verbreitet werden, die von den Elaiosomen der Samen angelockt werden (Myrmekochorie).

## Systematik und Verbreitung
Die Verbreitung der Unterfamilie Hemerocallidoideae ist fast weltweit. Genannt werden: die pazifischen Inseln, besonders Australien (mit den acht Gattungen der ehemaligen Familie der Johnsoniaceae), Eurasien, Malaiischer Archipel, Indien, Madagaskar, Afrika und Südamerika.
Die molekulargenetischen Untersuchungen in den letzten gut zehn Jahren haben dazu geführt, dass die Familiengrenzen innerhalb der Ordnung der Spargelartigen (Asparagales) sich stark verschoben haben. Die Systematik dieser Gattung, Unterfamilie, Familie, wurde lange diskutiert, so wird man in der Literatur oft auf scheinbare Ungereimtheiten stoßen. Hier dargestellt ist die Systematik nach Mark W. Chase et al. 2009. Die Familie der Grasbaumgewächse (Xanthorrhoeaceae Dumort.) wurde um die Taxa der ehemaligen Familien Affodillgewächse (Asphodelaceae) und Tagliliengewächse (Hemerocallidaceae) erweitert. Die ehemalige Familie Hemerocallidaceae R.Br. ist auf den Rang einer Unterfamilie Hemerocallidoideae Lindl. zurückgestuft.
Der Familienname Hemerocallidaceae wurde 1810 durch Robert Brown in Prodromus Florae Novae Hollandiae et Insulae Van Diemen, S. 295 veröffentlicht. Der Name Hemerocallidoideae wurde 1846 von John Lindley in The Vegetable Kingdom, 201, 205 veröffentlicht; eine andere Angabe für die Veröffentlichung ist Hemerocallidoideae Kostel.,  Allgemeine Medizinisch-Pharmazeutische Flora, 1, S. 168, Mai 1831. Typusgattung ist Hemerocallis L. Der botanische Gattungsname Hemerocallis leitet sich aus den griechischen Wörtern heméra für Tag und kállos für Schönheit ab.
Lange Zeit bestand diese frühere Familie, gültig im Rang einer Unterfamilie, aus der einzigen Gattung Hemerocallis; sie ist seit 1998 deutlich erweitert worden. Die Taxa der ehemaligen Familien Dianellaceae Salisb., Geitonoplesiaceae Conran, Johnsoniaceae J.T.Lotsy und Phormiaceae J.Agardh gehören jetzt in die Familie der Hemerocallidaceae. Die Gattungen, die von R. F. J. Henderson & H. T. Clifford 1984 aus den Dianellaceae zu den Phormiaceae J.Agardh (dann mit Agrostocrinum, Dianella, Eccremis, Pasithea, Phormium, Rhuacophila, Stypandra, Thelionema) wurden in die Hemerocallidaceae eingegliedert. Die Gattungen der als rein australisch (aber mindestens Caesia hat eine weitere Verbreitung) angesehenen Johnsoniaceae J.T.Lotsy (Johnsonia, Tricoryne, Hodgsoniola, Caesia, Corynotheca, Hensmania, Strawellia) wurden zuletzt in die Hemerocallidaceae eingegliedert. Einige Gattungen wurden früher auch zu den Agavaceae oder Anthericaceae gestellt.
Die früher hier eingeordnete Gattung Xeronema Brongn. & Gris bildet seit 2000 eine eigene Familie Xeronemataceae M.W.Chase, Rudall & M.F.Fay.

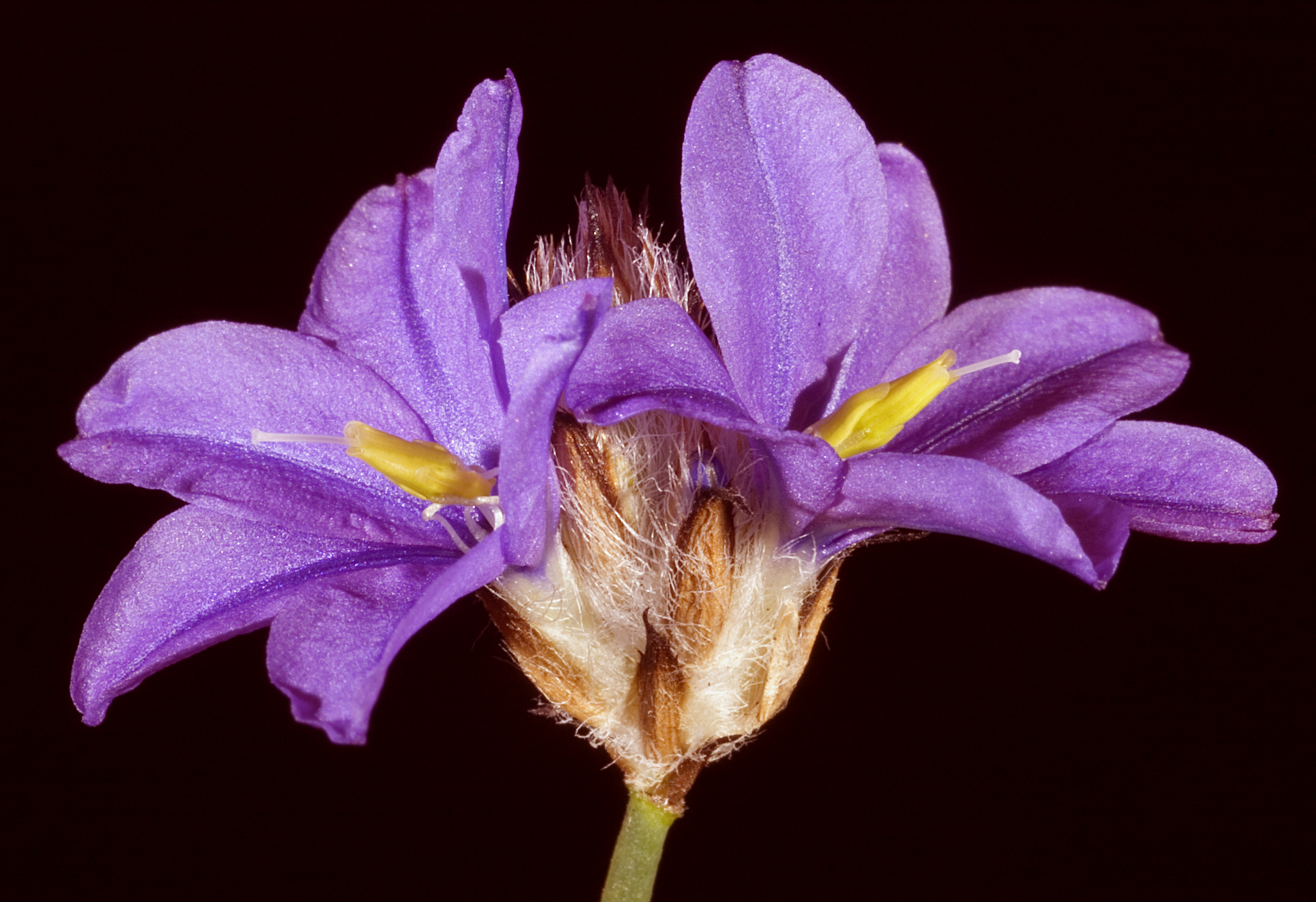
Arnocrinum preissii

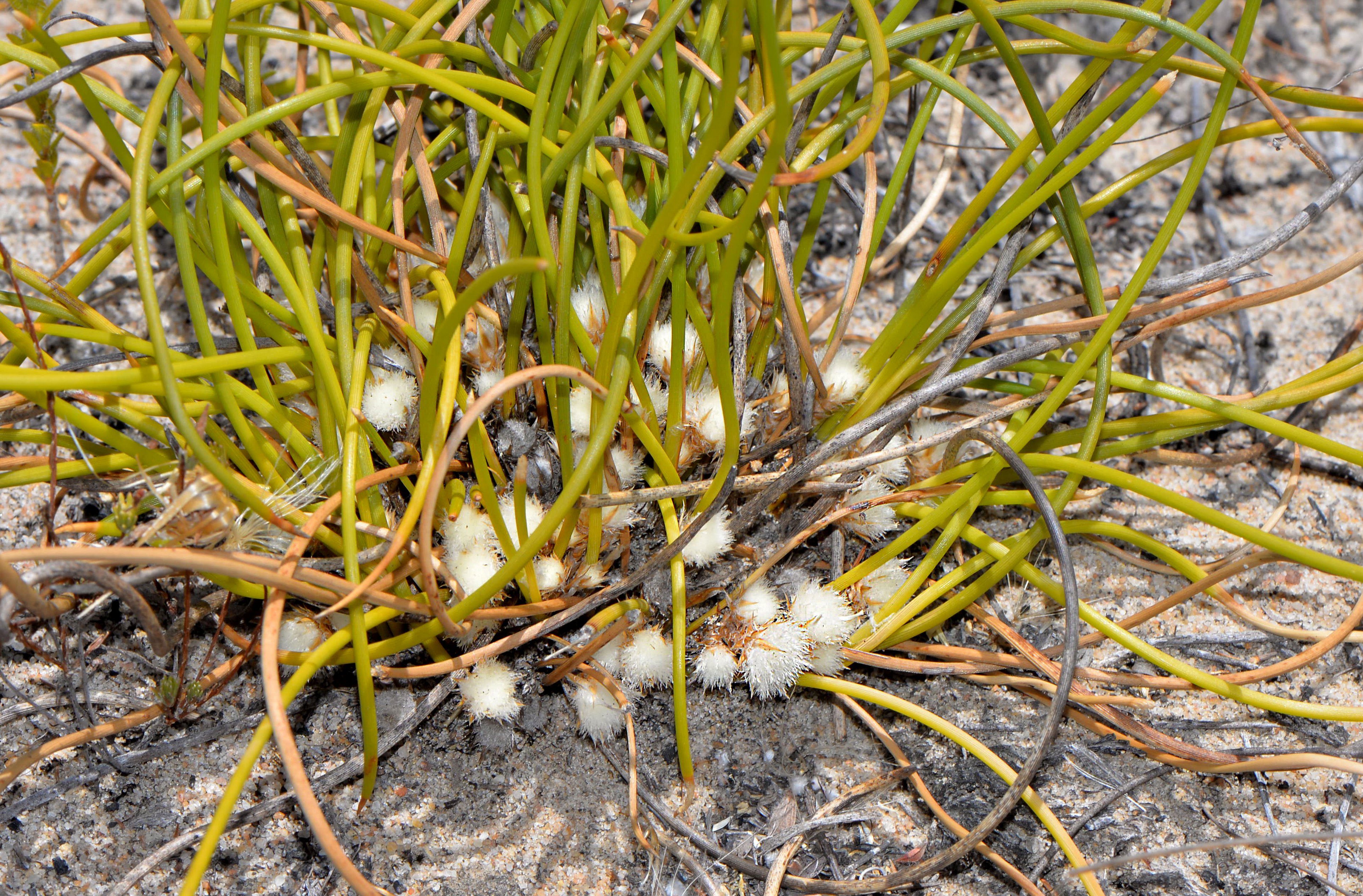
Hensmania turbinata

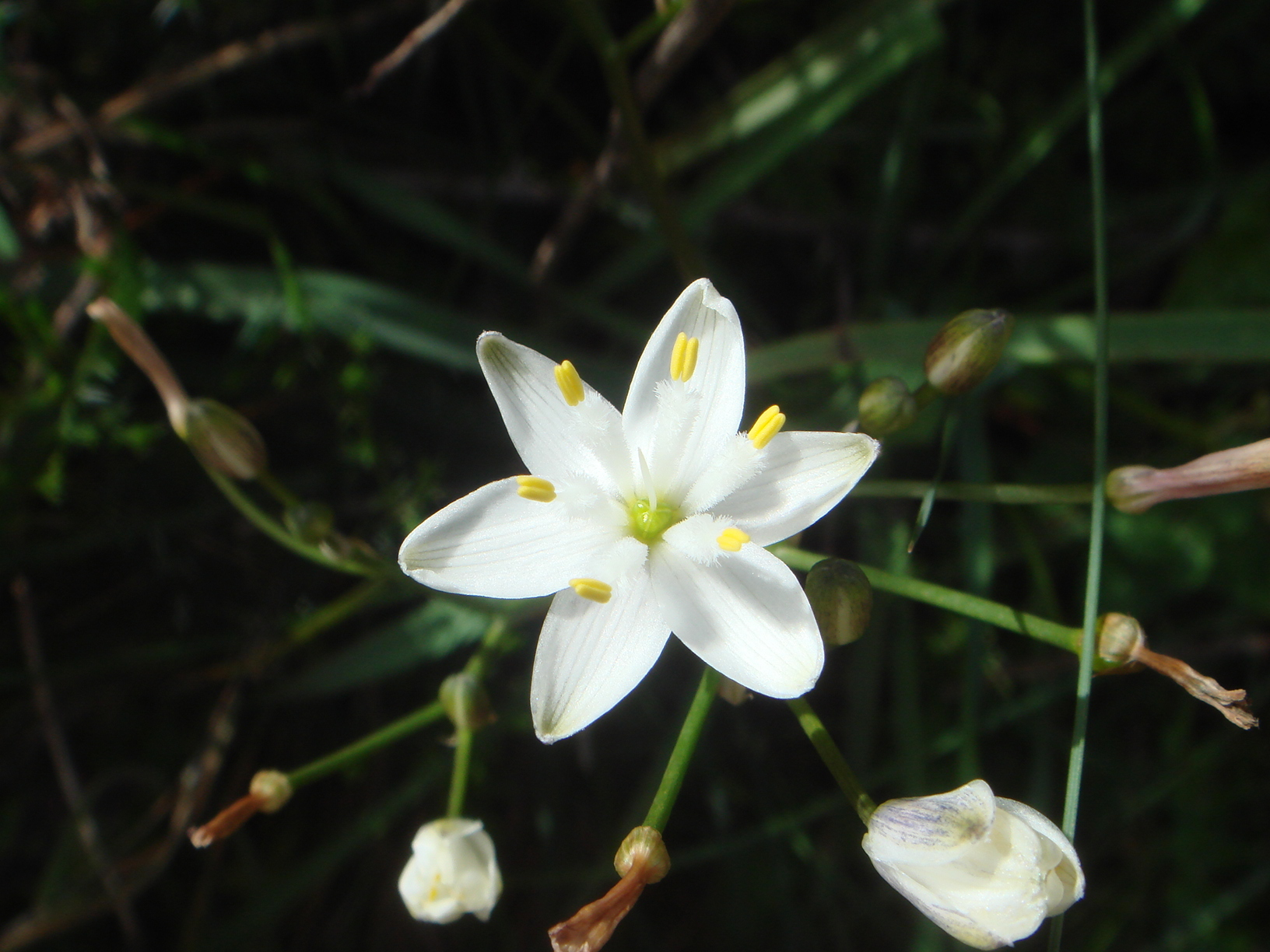
Dreizählige Blüte im Detail von Simethis mattiazzii

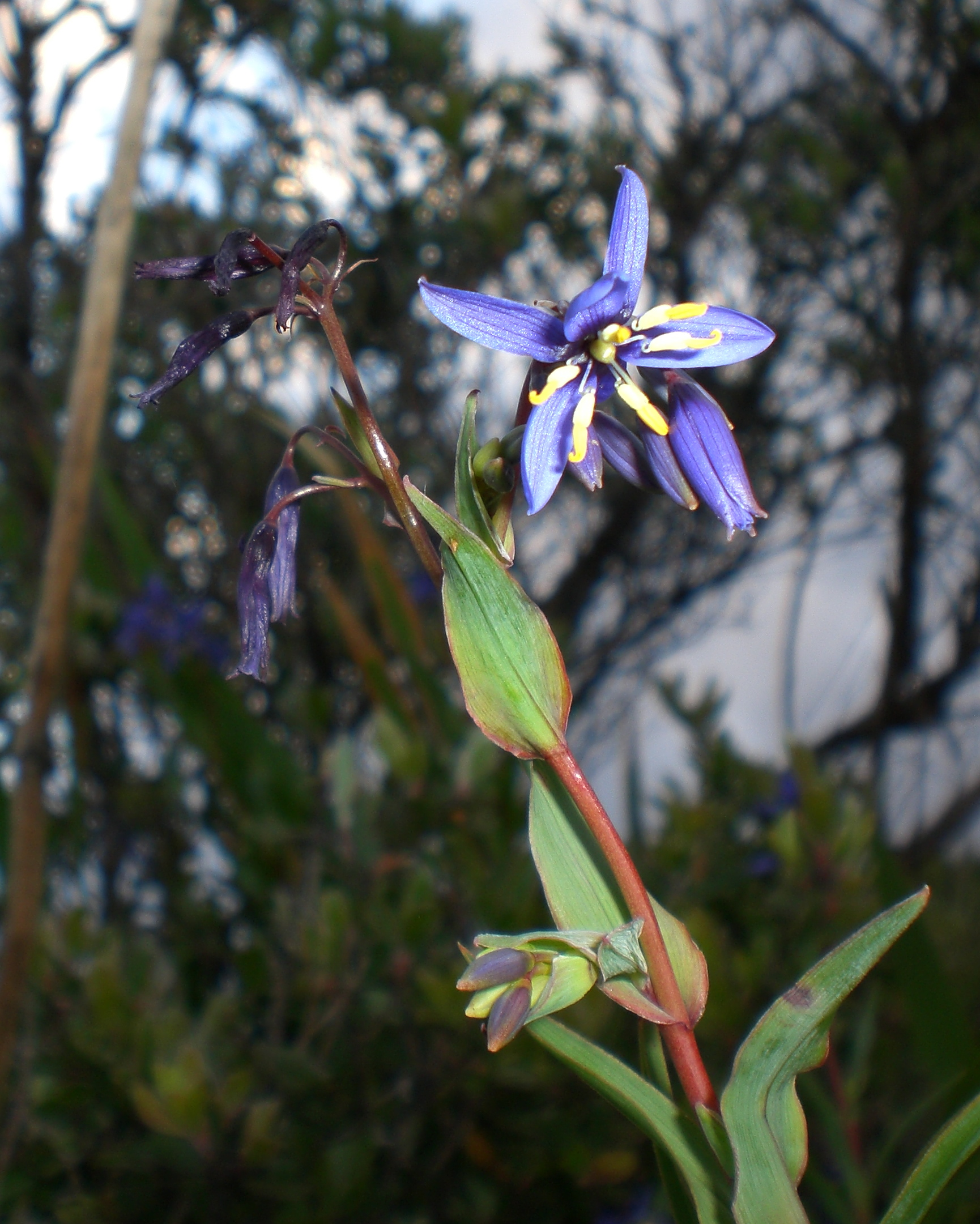
Stypandra glauca

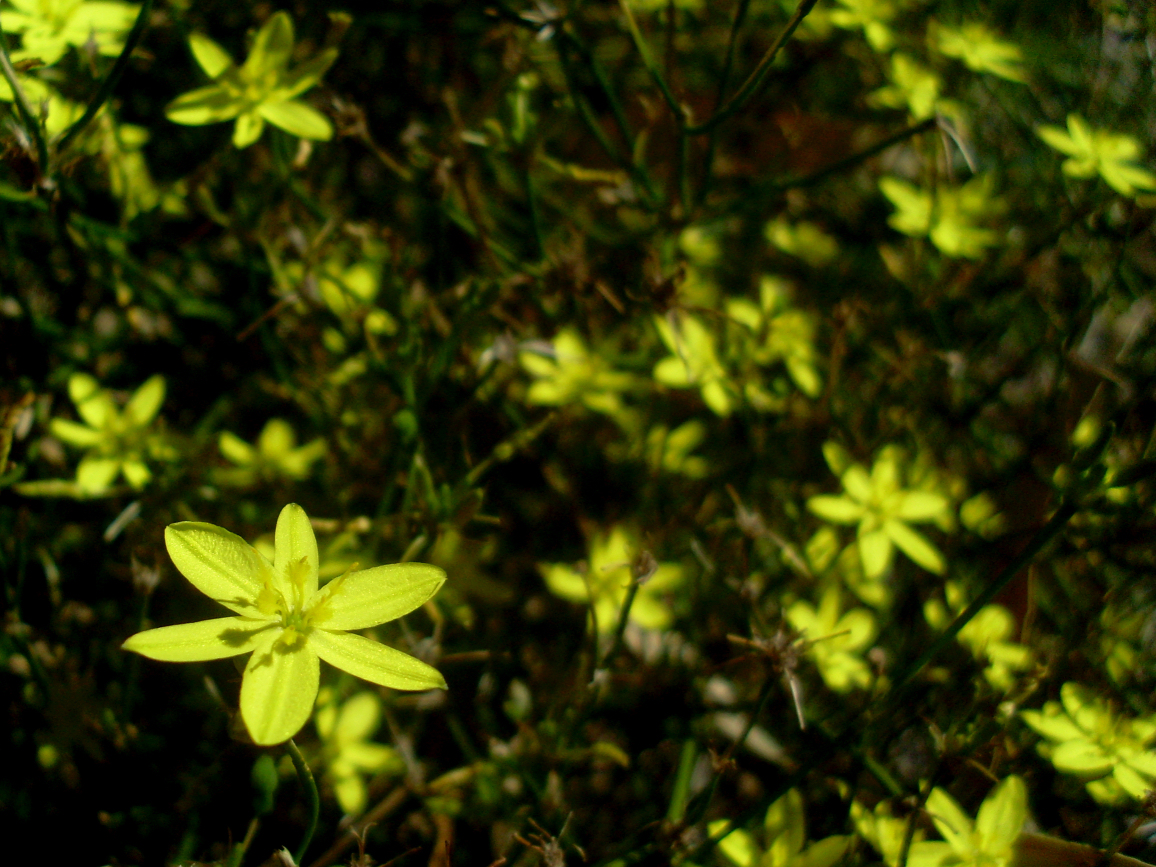
Tricoryne elatior

Zur Unterfamilie der Tagliliengewächse (Hemerocallidoideae) gehören jetzt 19 bis 20 Gattungen mit etwa 85 Arten (Auswahl):
- Agrostocrinum F.Muell.: Die nur zwei Arten kommen nur im südlichen Western Australia vor.[8]
- Arnocrinum Endl. & Lehm.: Die etwa drei Arten sind im südwestlichen Australien verbreitet.[8]
- Caesia R.Br. (inklusive Nanolirion Benth.): Die etwa elf Arten kommen in der Capensis, auf Neuguinea und in Australien (acht Arten) vor.[9]
- Corynotheca F.Muell. ex Benth.: Die etwa sechs Arten sind in Australien verbreitet.[10]
- Flachslilien (Dianella Lam. ex Juss., Syn.: Diana Comm. ex Lam., Rhuacophila Blume): Die etwa 25 bis 45 Arten sind von Afrika, Südasien, über die Pazifischen Inseln bis Hawaii und von Neuseeland bis Australien (25 Arten) verbreitet.[8]
- Eccremis Willd. ex Baker: Sie enthält nur eine Art:
  - Eccremis coarctata (Ruiz & Pav.) Baker: Ihr Verbreitungsgebiet sind die gesamten Anden und reicht über Venezuela bis Surinam und Costa Rica.
- Geitonoplesium A.Cunn. ex R.Br.: Die mindestens zwei Arten sind von Malesien bis zu den Fidschi-Inseln verbreitet.
- Taglilien (Hemerocallis L.): Die etwa 16 Arten sind in Eurasien verbreitet.
- Hensmania W.Fitzg.: Die etwa drei Arten sind in Australien verbreitet.
- Herpolirion Hook. f.: Sie enthält nur eine Art:
  - Herpolirion novae-zelandiae Hook. f.: Sie hat Vorkommen in New South Wales und Neuseeland.[11]
- Hodgsoniola F.Muell.: Sie enthält nur eine Art:
  - Hodgsoniola junciformis (F.Muell.) F.Muell.: Sie kommt im südwestlichen Australien vor.
- Johnsonia R.Br.: Die etwa fünf Arten kommen nur im südwestlichen Western Australia.
- Pasithea D.Don: Sie enthält nur eine Art:
  - Pasithea caerulea (Ruiz & Pav.) D.Don: Sie ist von Peru bis Chile verbreitet.
- Phormium J.R.Forst. & G.Forst.: Die nur zwei Arten kommen in Neuseeland und auf der Norfolkinsel vor:
  - Phormium cookianum Le Jolis
  - Neuseeländer Flachs (Phormium tenax J.R.Forst. & G.Forst.): Sie ist in vielen Gebieten der Welt ein Neophyt.
- Simethis Kunth: Sie enthält nur eine Art:
  - Simethis mattiazzii (Vand.) Sacc. (Syn.: Simethis planifolia (L.) Gren. & Godr.): Sie ist von Westeuropa und im westlichen Mittelmeerraum verbreitet.[12]
- Stawellia F.Muell.: Die etwa zwei Arten sind im südwestlichen Australien verbreitet.
- Stypandra R.Br.: Sie enthält nur eine Art:
  - Stypandra glauca R.Br.: Sie ist in den australischen Bundesstaaten New South Wales, Queensland, Victoria, Western Australia und South Australia verbreitet.
- Thelionema R.J.F.Hend.: Die nur drei Arten sind in den australischen Bundesstaaten New South Wales, Queensland, Victoria und in Tasmanien verbreitet.
- Tricoryne R.Br.: Die etwa sieben Arten in Australien (alle sieben Arten) und Neuguinea verbreitet.[13]

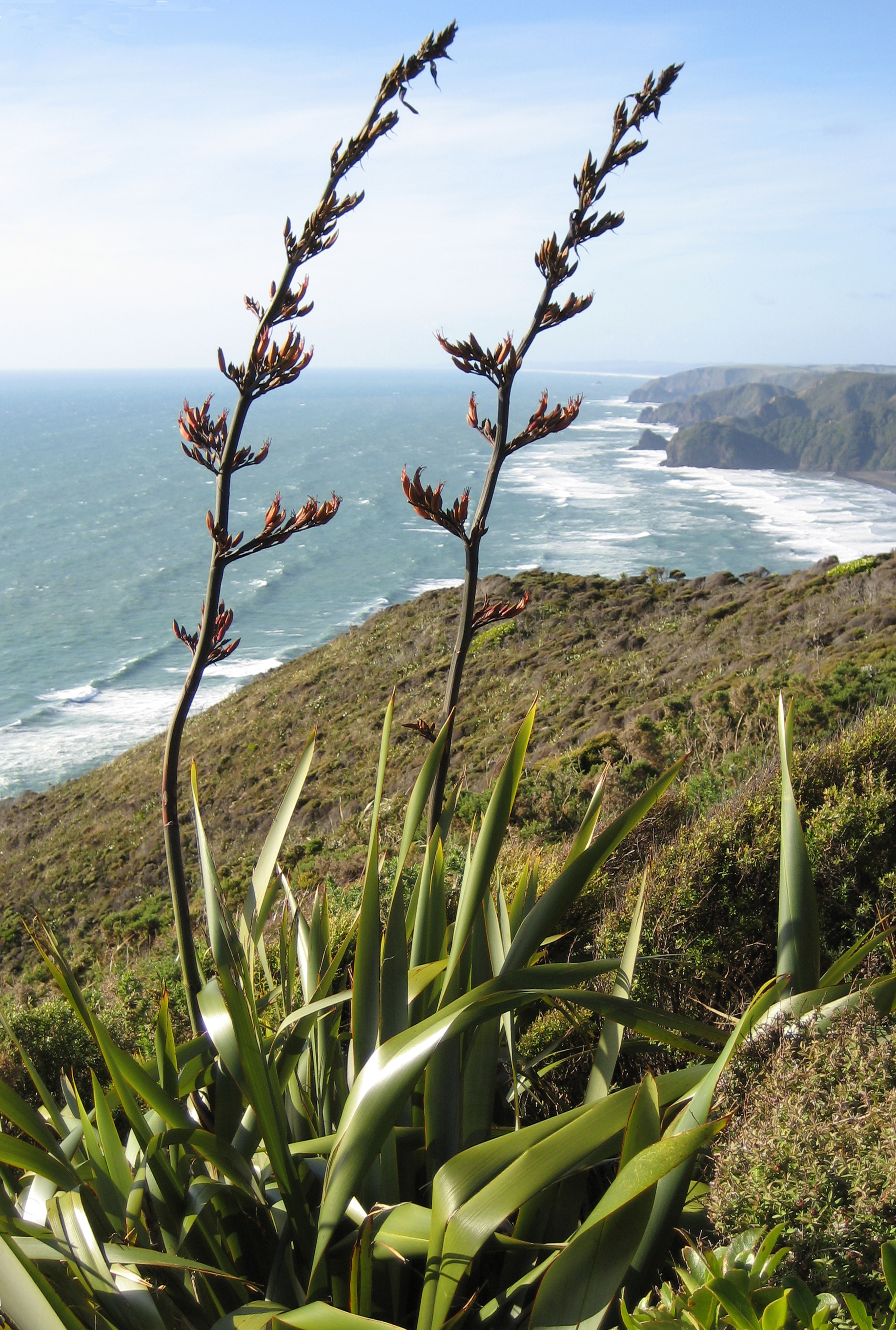
Neuseeländer Flachs (Phormium tenax)

## Nutzung
Hemerocallis-Arten werden vielfältig genutzt: Blütenknospen, Blüten, Blätter und die jungen Austriebe werden roh oder gekocht gegessen. Die Knollen von Hemerocallis fulva werden roh oder gegart gegessen; sie schmecken nussig und besonders junge Knollen gut. Die Knollen von Hemerocallis plicata werden roh oder gegart gegessen; sie schmecken rettich-ähnlich aber nicht so scharf. Medizinische Wirkungen wurden untersucht. Aus den getrockneten Blättern werden Schuhe hergestellt. Besonders von Hemerocallis fulva gibt es viele Sorten, die weltweit als Zierpflanzen in Parks und Gärten genutzt werden.
Der Neuseeländische Flachs (Phormium tenax) wird vielfältig genutzt: Der Nektar wird aus den Blüten gesammelt und gegessen. Die gerösteten Samen dienen als Kaffeeersatz. Der Pflanzensaft aus der Basis der Blätter dient als Nahrung. Die Fasern aus den Blättern sind ein wichtiger Rohstoff zum Erzeugen von Geweben und Tauen, aber auch zur Papiergewinnung. Der Saft der bei der Fasergewinnung anfällt wird zu Alkohol vergoren. Die Blätter werden vielfältig verwendet, beispielsweise um Körbe herzustellen. Die Blüten werden zum Färben verwendet. Die Blüten enthalten Tannine. Auch die zweite Art Phormium cookianum wird fast gleich vielfältig genutzt. Auch als Zierpflanze werden einige Sorten genutzt, aber sie neigen in frostfreien Gebieten zum verwildern.
Von einigen Dianella-Arten werden die Früchte roh oder gegart gegessen.